# Aquarium (Metro de Boston)
Aquarium es una estación en la línea Azul del Metro de Boston, administrada por la Autoridad de Transporte de la Bahía de Massachusetts. La estación se encuentra localizada en 183 State Street en Boston, Massachusetts. La estación Aquarium fue inaugurada el 5 de abril de 1906.

## Descripción
La estación Aquarium cuenta con 2 plataformas laterales y 2 vías.